# Lali en La Trastienda (álbum)
Lali en La Trastienda é o primeiro álbum ao vivo da cantora argentina Lali. Lançado em 03 de fevereiro de 2015 apenas no formato Streaming na plataforma musical da marca Claro, a qual Lali é garota propaganda desde 2014. O mesmo fora gravado em um show exclusivo para clientes da Claro Club no dia 26 de novembro de 2014 em Buenos Aires. O show contou com a setlist original da turnê de divulgação do álbum A Bailar, porém este disco integra apenas as 10 músicas, do A Bailar, em versão ao vivo, deixando de fora o single Amor de verdad que fora apresentado pela primeira vez no mesmo dia.

## Antecedentes
Em setembro de 2014, Lali anunciou que faria um show na casa de show La Trastienda Club em 27 de novembro. Porém quando já estava no mês do show a marca Claro anunciou um show extra que viria antes do que já tinha sido marcado, e assim lançou um concurso entre os fãs clientes da Claro Club para ganhar entradas para o show.

## Alinhamento
| N.º | Título                     | Compositor(es)                                                 | Duração |  |
| 1.  | "Intro + Te siento (live)" | Mariana Espósito, Pablo Akselrad, Luis Burgio, Gustavo Novello |         |  |
| 2.  | "Histeria (live)"          | Mariana Espósito, Pablo Akselrad, Luis Burgio, Gustavo Novello |         |  |
| 3.  | "Desamor (live)"           | Mariana Espósito, Pablo Akselrad, Luis Burgio, Gustavo Novello |         |  |
| 4.  | "Mil años luz (live)"      | Mariana Espósito, Pablo Akselrad, Luis Burgio, Gustavo Novello |         |  |
| 5.  | "No estoy sola (live)"     | Mariana Espósito, Pablo Akselrad, Luis Burgio, Gustavo Novello |         |  |
| 6.  | "Cielo salvador (live)"    | Mariana Espósito, Pablo Akselrad, Luis Burgio, Gustavo Novello |         |  |
| 7.  | "Del otro lado (live)"     | Mariana Espósito, Pablo Akselrad, Luis Burgio, Gustavo Novello |         |  |
| 8.  | "Being (live)"             | Mariana Espósito, Pablo Akselrad, Luis Burgio, Gustavo Novello |         |  |
| 9.  | "A Bailar (live)"          | Mariana Espósito, Pablo Akselrad, Luis Burgio, Gustavo Novello |         |  |
| 10. | "Asesina (live)"           | Mariana Espósito, Pablo Akselrad, Luis Burgio, Gustavo Novello |         |  |

## Histórico de lançamento
| País                 | Data                    | Formato   | Gravadora/Editora              |
| -------------------- | ----------------------- | --------- | ------------------------------ |
| Argentina            | 03 de fevereiro de 2015 | Streaming | Claro Música Hook Producciones |
| Brasil               | 03 de fevereiro de 2015 | Streaming | Claro Música Hook Producciones |
| Chile                | 03 de fevereiro de 2015 | Streaming | Claro Música Hook Producciones |
| Peru                 | 03 de fevereiro de 2015 | Streaming | Claro Música Hook Producciones |
| Paraguai             | 03 de fevereiro de 2015 | Streaming | Claro Música Hook Producciones |
| Uruguai              | 03 de fevereiro de 2015 | Streaming | Claro Música Hook Producciones |
| Colômbia             | 03 de fevereiro de 2015 | Streaming | Claro Música Hook Producciones |
| Equador              | 03 de fevereiro de 2015 | Streaming | Claro Música Hook Producciones |
| Costa Rica           | 03 de fevereiro de 2015 | Streaming | Claro Música Hook Producciones |
| Panamá               | 03 de fevereiro de 2015 | Streaming | Claro Música Hook Producciones |
| Honduras             | 03 de fevereiro de 2015 | Streaming | Claro Música Hook Producciones |
| Guatemala            | 03 de fevereiro de 2015 | Streaming | Claro Música Hook Producciones |
| Nicarágua            | 03 de fevereiro de 2015 | Streaming | Claro Música Hook Producciones |
| República Dominicana | 03 de fevereiro de 2015 | Streaming | Claro Música Hook Producciones |
| El Salvador          | 03 de fevereiro de 2015 | Streaming | Claro Música Hook Producciones |
| México               | 03 de fevereiro de 2015 | Streaming | Claro Música Hook Producciones |

## Lali en vivo
Lali en vivo é uma segunda versão ao vivo do show "A Bailar Tour", gravado em uma apresentação exclusiva para marca Claro em Buenos Aires, Argentina em 23 de novembro de 2015.

## Alinhamento
| N.º | Título                         | Compositor(es)                                                 | Duração |  |
| 1.  | "Asesina (live)"               | Mariana Espósito, Pablo Akselrad, Luis Burgio, Gustavo Novello |         |  |
| 2.  | "Histeria (live)"              | Mariana Espósito, Pablo Akselrad, Luis Burgio, Gustavo Novello |         |  |
| 3.  | "Del otro lado (live)"         | Mariana Espósito, Pablo Akselrad, Luis Burgio, Gustavo Novello |         |  |
| 4.  | "A Bailar (live)"              | Mariana Espósito, Pablo Akselrad, Luis Burgio, Gustavo Novello |         |  |
| 5.  | "No estoy sola (live)"         | Mariana Espósito, Pablo Akselrad, Luis Burgio, Gustavo Novello |         |  |
| 6.  | "Te siento (live)"             | Mariana Espósito, Pablo Akselrad, Luis Burgio, Gustavo Novello |         |  |
| 7.  | "Cielo salvador (live)"        | Mariana Espósito, Pablo Akselrad, Luis Burgio, Gustavo Novello |         |  |
| 8.  | "Being (live)"                 | Mariana Espósito, Pablo Akselrad, Luis Burgio, Gustavo Novello |         |  |
| 9.  | "Desamor (live)"               | Mariana Espósito, Pablo Akselrad, Luis Burgio, Gustavo Novello |         |  |
| 10. | "Mil años luz (live)"          | Mariana Espósito, Pablo Akselrad, Luis Burgio, Gustavo Novello |         |  |
| 11. | "Asesina (Bonus track) (live)" | Mariana Espósito, Pablo Akselrad, Luis Burgio, Gustavo Novello |         |  |

## Histórico de lançamento
| País                 | Data              | Formato   | Gravadora/Editora       |
| -------------------- | ----------------- | --------- | ----------------------- |
| Argentina            | fevereiro de 2016 | Streaming | Claro Música RCA Victor |
| Brasil               | fevereiro de 2016 | Streaming | Claro Música RCA Victor |
| Chile                | fevereiro de 2016 | Streaming | Claro Música RCA Victor |
| Peru                 | fevereiro de 2016 | Streaming | Claro Música RCA Victor |
| Paraguai             | fevereiro de 2016 | Streaming | Claro Música RCA Victor |
| Uruguai              | fevereiro de 2016 | Streaming | Claro Música RCA Victor |
| Colômbia             | fevereiro de 2016 | Streaming | Claro Música RCA Victor |
| Equador              | fevereiro de 2016 | Streaming | Claro Música RCA Victor |
| Costa Rica           | fevereiro de 2016 | Streaming | Claro Música RCA Victor |
| Panamá               | fevereiro de 2016 | Streaming | Claro Música RCA Victor |
| Honduras             | fevereiro de 2016 | Streaming | Claro Música RCA Victor |
| Guatemala            | fevereiro de 2016 | Streaming | Claro Música RCA Victor |
| Nicarágua            | fevereiro de 2016 | Streaming | Claro Música RCA Victor |
| República Dominicana | fevereiro de 2016 | Streaming | Claro Música RCA Victor |
| El Salvador          | fevereiro de 2016 | Streaming | Claro Música RCA Victor |
| México               | fevereiro de 2016 | Streaming | Claro Música RCA Victor |